# بارك أوفيرال
بارك أوفيرال (بالإنجليزية: Park Overall)‏ هي ممثلة أمريكية، ولدت في 15 مارس 1957 بناشفيل في الولايات المتحدة.

## أعمال

### أفلام
- (1988) مسيسيبي تحترق[5][6]
- (1993) التلاشى[7]

### مسلسلات
- إمبتي نيست
- رجل النساء

## وصلات خارجية
- بارك أوفيرال على موقع IMDb (الإنجليزية)
- بارك أوفيرال على موقع ألو سيني (الفرنسية)
- بارك أوفيرال على موقع أول موفي (الإنجليزية)
- بارك أوفيرال على موقع قاعدة بيانات الأفلام السويدية (السويدية)
- بارك أوفيرال على موقع إن إن دي بي (الإنجليزية)
- بارك أوفيرال على موقع قاعدة بيانات الفيلم (الإنجليزية)
- بارك أوفيرال على موقع كينوبويسك (الروسية)